# Гливин
Гли́вин (бел. Глівін) — деревня в Борисовском районе Минской области Белоруссии. Центр Гливинского сельсовета. Расположена на правом берегу Березины, в 5 км к юго-востоку от Борисова, на восточной стороне дороги Р67, к югу от автомагистрали М1 (E 30).

## История
В XV веке Гливин входил в состав Борисовской волости, откуда был выделен великим князем пожалованием определенному лицу. Впервые в источниках в 1508 году как владение Яцека Ратомского. Во второй половине XVIII века Гливин числится среди владений Огинских. С 1683 года — владение минских иезуитов.
Не позднее начала XVIII века в Гливине построена церковь, вероятно, православная, но точное время и заказчик её строительства неизвестны. К 1755 году церковь не использовалась, в этом году ректор минского иезуитского коллегиума Юрага Казимир восстановил в ней службу, с этого времени она стала униатской.
По состоянию на 1800 год иезуитский хозяйственный двор находился в южной части деревни, при нём были винокурня, трактир, мельница и кузница. В 1820 году после запрета иезуитов в Российской империи, имение перешло к роду Свидов, которые в Гливине имели усадьбу.
В 1839 году Воздвиженская церковь из униатства переведена в православие. В 1865—1866 годы происходит ремонт и перестройка церкви, фактически возведено новое здание. При церкви во второй половине 1860-х годов действовало православное братство.
В 1861 году Гливин центр волости, что способствовало росту числа его жителей, в деревне находилось волостное правление.
На момент 1867 года хозяином поместья был коллежский асессор Виктор Свида, которому полагалось в целом 5548 десятин земли в окрестности — одно из крупнейших землевладений Борисовщины.
В 1885 году в Гливине 81 двор и 612 жителей, действовали два хлебозапасных магазина, магазин, питейный дом. Состоянием на 1890 год в составе Гливинской волости 69 поселений — 594 крестьянских и 304 некрестьянских дворов, в целом 6135 жителей. На конец XIX века деревня — одна из крупнейших поселений исторической Борисовщины.
На рубеже XIX—XX веков в Гливине был развит местный промысел деревянных изделий. В 1890-х годах в имении Свидов в Гливине было две мельницы, которые ежегодно приносили хозяевам по 1000 рублей прибыли. Также до 1912 года действовал смоловарно-скипидарны завод, на котором помимо смолы и скипидара производили древесный уголь.
С 1924 года Гливин — центр сельсовета. В уцелевших зданиях поместья определенное время располагалась воинская часть. Позже организован совхоз, потом действовал плодовый питомник, затем колхоз.

## Демография
- 1800 — 31 двор, 255 жителей
- 1885 — 81 двор, 612 жителей
- 1908 — 63 хозяйства
- 1917 — 100 дворов, 637 жителей
- 1960 — 711 жителей
- 1996 — 220 дворов, 645 жителей
- 1998 — 212 хозяйств, 597 жителей

## Утраченное наследие
Усадебно-парковый комплекс Свидов (XVIII век)
Рядом с усадебным домом был парк с редкими видами растений, а за парком размещал сад. После 1917 года долгое время парк был излюбленным местом отдыха местных жителей.
При усадьбе был хозяйственный двор, который состоял из одно — и двухэтажных деревянных зданий, в том числе конюшни, овчарня.
Поместье Свидов в целом пострадало во время Первой мировой войны, часть зданий сгорела. До 2010 года не сохранилось ни одно из зданий поместья, также не сохранился парк. От сада, который использовался колхозом, осталось несколько одичалых деревьев.
Свято-Возвышенская церковь (XVIII век)

## Известные уроженцы
- Мирук Виктор Фёдорович (1941—2004) — генерал-полковник, первый заместитель главнокомандующего Войсками ПВО Российской Федерации (1991—1998)